# Орбітер
Орбітер, Орбітальний апарат або «Спейс Шаттл» — компонент космічного літака «Спейс Шаттл», частково багаторазової системи орбітального космічного корабля, яка була частиною припиненої програми «Спейс Шаттл». З 1977 по 2011 рік космічним агентством США NASA, цей транспортний засіб міг перевозити астронавтів і корисний вантаж на низьку навколоземну орбіту, виконувати операції в космосі, а потім знову входити в атмосферу і приземлятися як планер, повертаючи свій екіпаж і будь-який бортовий корисний вантаж на Землю.
Для польотів було побудовано шість орбітальних апаратів: «Ентерпрайз», «Колумбія», «Челленджер», «Діскавері», "Атлантіс " і «Індевор». Усі вони були побудовані в Палмдейлі, штат Каліфорнія, компанією Rockwell International з Піттсбурга, штат Пенсільванія. Перший орбітальний корабель Enterprise здійснив свій перший політ у 1977 році. Безмоторний планер перевозився модифікованим авіалайнером Boeing 747 під назвою Shuttle Carrier Aircraft і був випущений для серії випробувальних польотів і посадок в атмосфері. Enterprise був частково розібраний і знятий з експлуатації після завершення критичних випробувань. Решта орбітальних апаратів були повністю готовими космічними кораблями і були запущені вертикально як частина стека космічних човників.
Колумбія була першим орбітальним апаратом, гідним польоту в космос; він здійснив свій перший політ у 1981 році. У 1983, 1984 та 1985 роках вийшли відповідно Challenger, Discovery та Atlantis. У 1986 році «Челленджер» був знищений в результаті аварії незабаром після свого 10-го запуску. Endeavour був побудований як Challenger і вперше був запущений у 1992 році. У 2003 році «Колумбія» була знищена під час входу в атмосферу, залишивши лише три орбітальні апарати. «Діскавері» завершив свій останній політ 9 березня 2011 року, а «Індевор» завершив свій останній політ 1 червня 2011 року. 21 липня 2011 року Atlantis здійснив останній політ шаттла STS-135.
Окрім екіпажу та корисного навантаження, багаторазовий орбітальний корабель перевозив більшу частину рідинної ракетної системи Space Shuttle System, але і рідке водневе паливо, і рідкий кисневий окислювач для трьох основних ракетних двигунів подавалися від зовнішнього кріогенного палива. танк . Крім того, два багаторазові твердопаливні ракетні прискорювачі (SRB) забезпечували додаткову тягу приблизно протягом перших двох хвилин запуску. Самі орбітальні кораблі справді мали гіперголічне паливо для двигунів системи управління реакцією (RCS) і двигунів системи орбітального маневрування (OMS).

## Опис
Приблизно розміром із McDonnell Douglas DC-9, орбітальний корабель «Спейс Шаттл» за своєю конструкцією нагадував літак зі стандартним фюзеляжем і двома подвійними дельтовидними крилами, обидва зі стрілоподібними крилами під кутом 81 градус у внутрішньому напрямку . країв і 45 градусів на їхніх зовнішніх передніх краях. Вертикальний стабілізатор орбітального апарата мав передню кромку, яка була відхилена назад під кутом 45 градусів. Було чотири елевони, встановлені на задніх краях дельтаподібних крил, а комбінація керма та гальма швидкості була прикріплена до задньої кромки вертикального стабілізатора . Вони, а також рухома кришка корпусу, розташована під головними двигунами, керували орбітальним апаратом на наступних етапах входу в атмосферу.

### Реактивна система керування

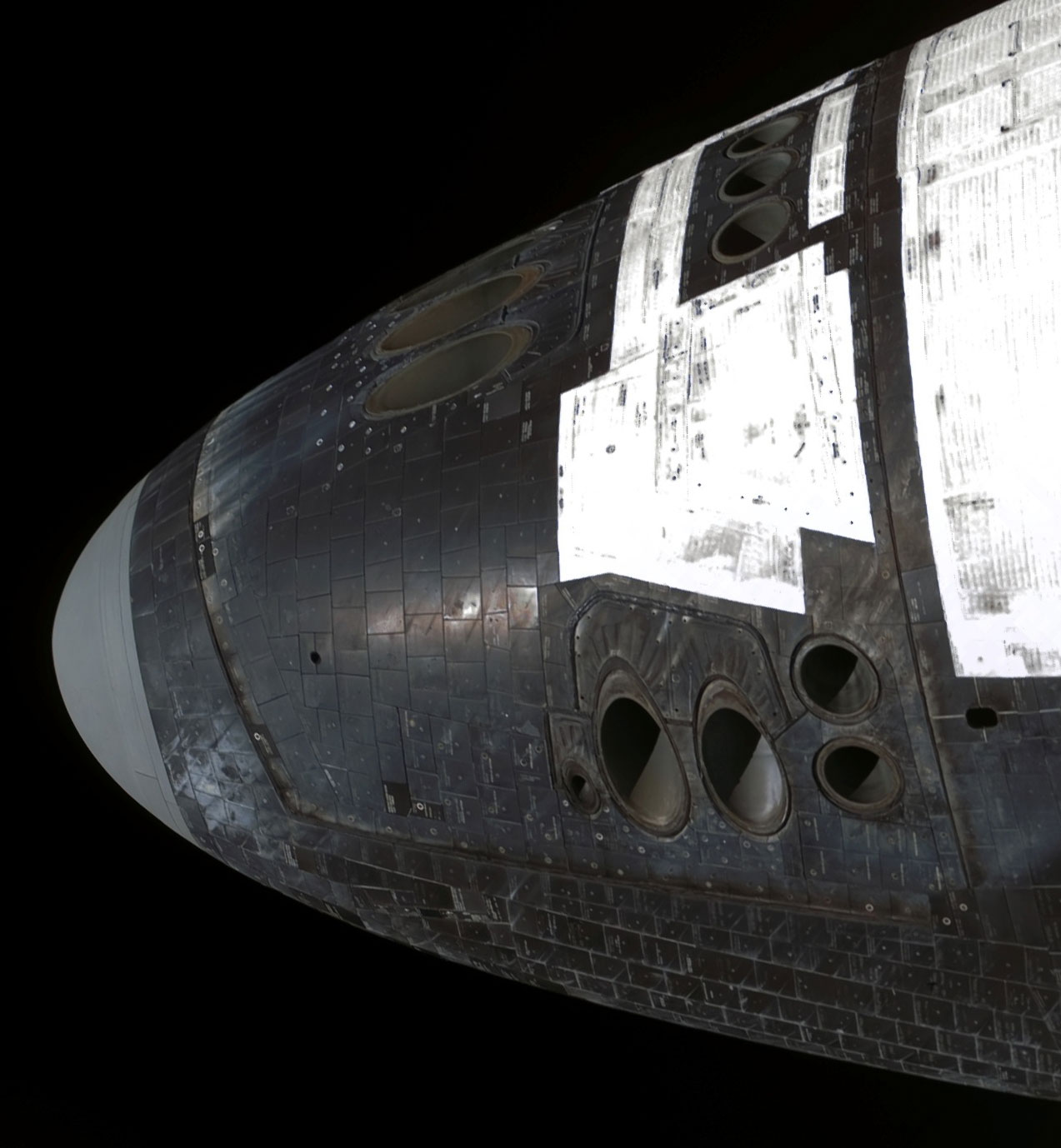
Сопла двигунів РСК у носовій частині Діскавері

Система управління реакцією (RCS) складалася з 44 невеликих ракетних двигунів на рідкому паливі та їхньої дуже складної системи керування польотом по дротам, яка використовувала цифрову фільтрацію Калмана, що потребує інтенсивних обчислень. Ця система керування виконувала звичайне керування положенням уздовж осей тангажу, крену та повороту під час усіх етапів польоту: запуску, виходу на орбіту та входу в атмосферу. Ця система також виконувала будь-які необхідні орбітальні маневри, включаючи всі зміни висоти орбіти, орбітальної площини та ексцентриситету. Усі ці операції вимагали більше поштовху та імпульсу, ніж простого контролю позиції.

### Гермокабіна

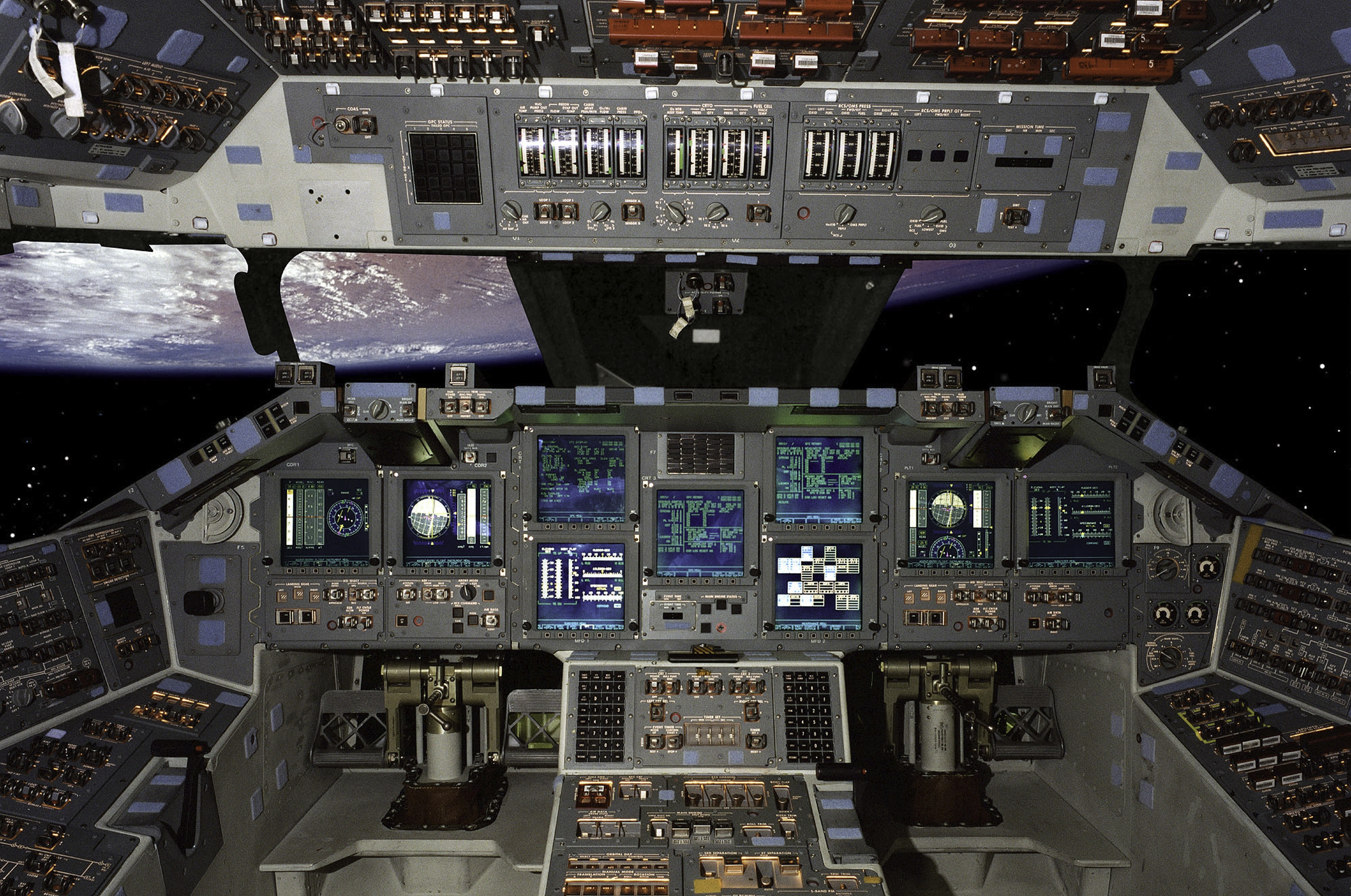
Скляна кабіна космічного човника (імітація, складене зображення)

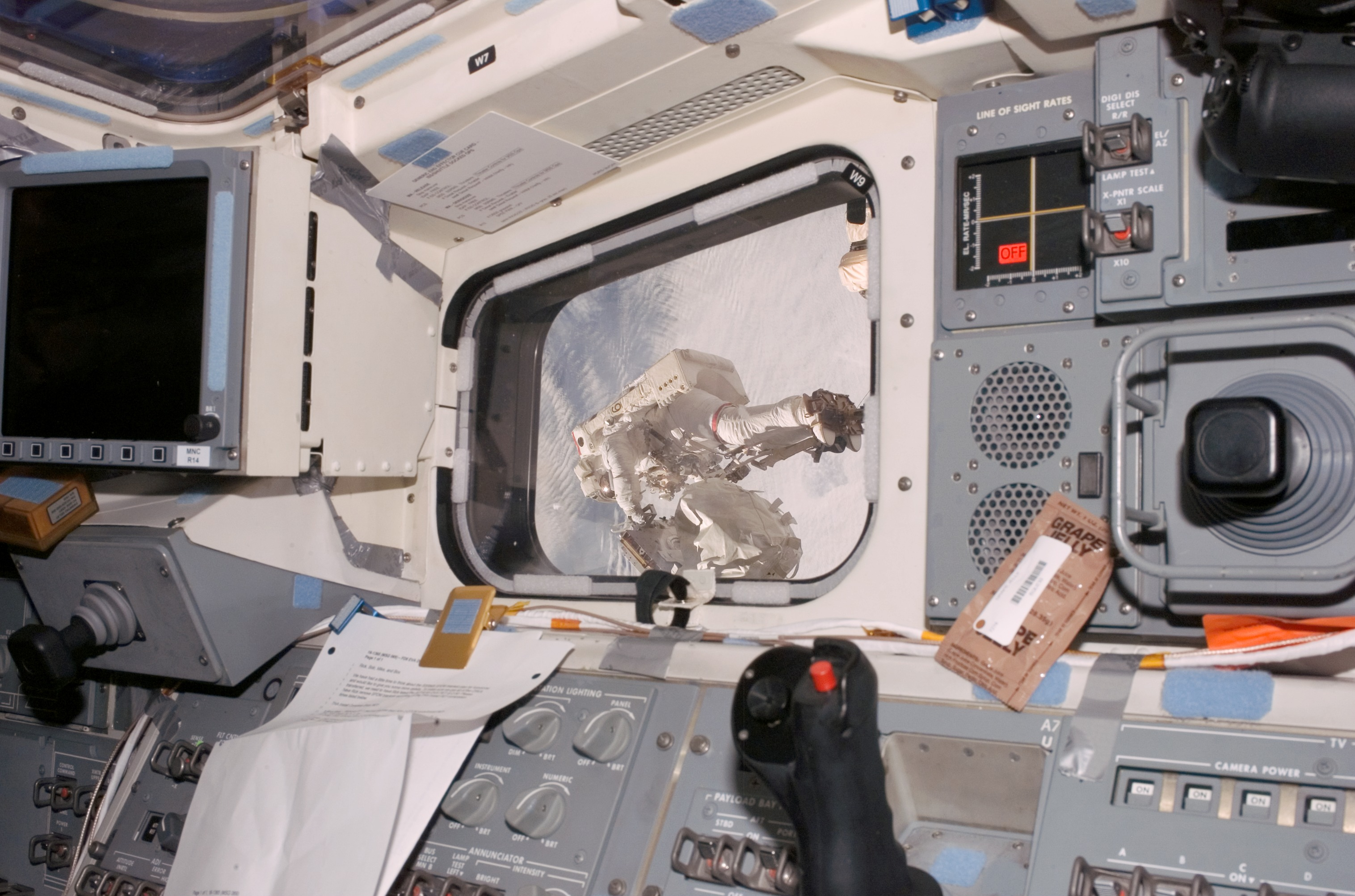
Вікно на кормовій палубі Індевор

Польотна кабіна або кабіна орбітального літака спочатку мала 2214 елементів керування та дисплеїв, приблизно в три рази більше, ніж у командному модулі Apollo. Кабіна екіпажу складалася з польотної палуби, середньої палуби та підсобної зони. Найвищою з них була пілотна кабіна, в якій сиділи командир і пілот космічного човника, а за ними сиділи до двох спеціалістів місії. Середня палуба, яка була нижче екіпажу, мала ще три місця для решти членів екіпажу.
Камбуз, туалет, місця для сну, шафи для зберігання та бічний люк для входу та виходу з орбітального корабля також розташовувалися на середній палубі, а також шлюз . Шлюз мав додатковий люк у відсік корисного вантажу. Цей повітряний шлюз дозволяв двом або трьом астронавтам, одягненим у скафандр позакорабельної мобільності (EMU), скинути тиск перед виходом у відкритий космос (EVA), а також повторно герметизувати та знову увійти в орбітальний апарат після завершення виходу в космос.
Підсобна зона була розташована під підлогою середньої палуби та містила резервуари для повітря та води на додаток до системи очищення вуглекислого газу.

### Силова установка

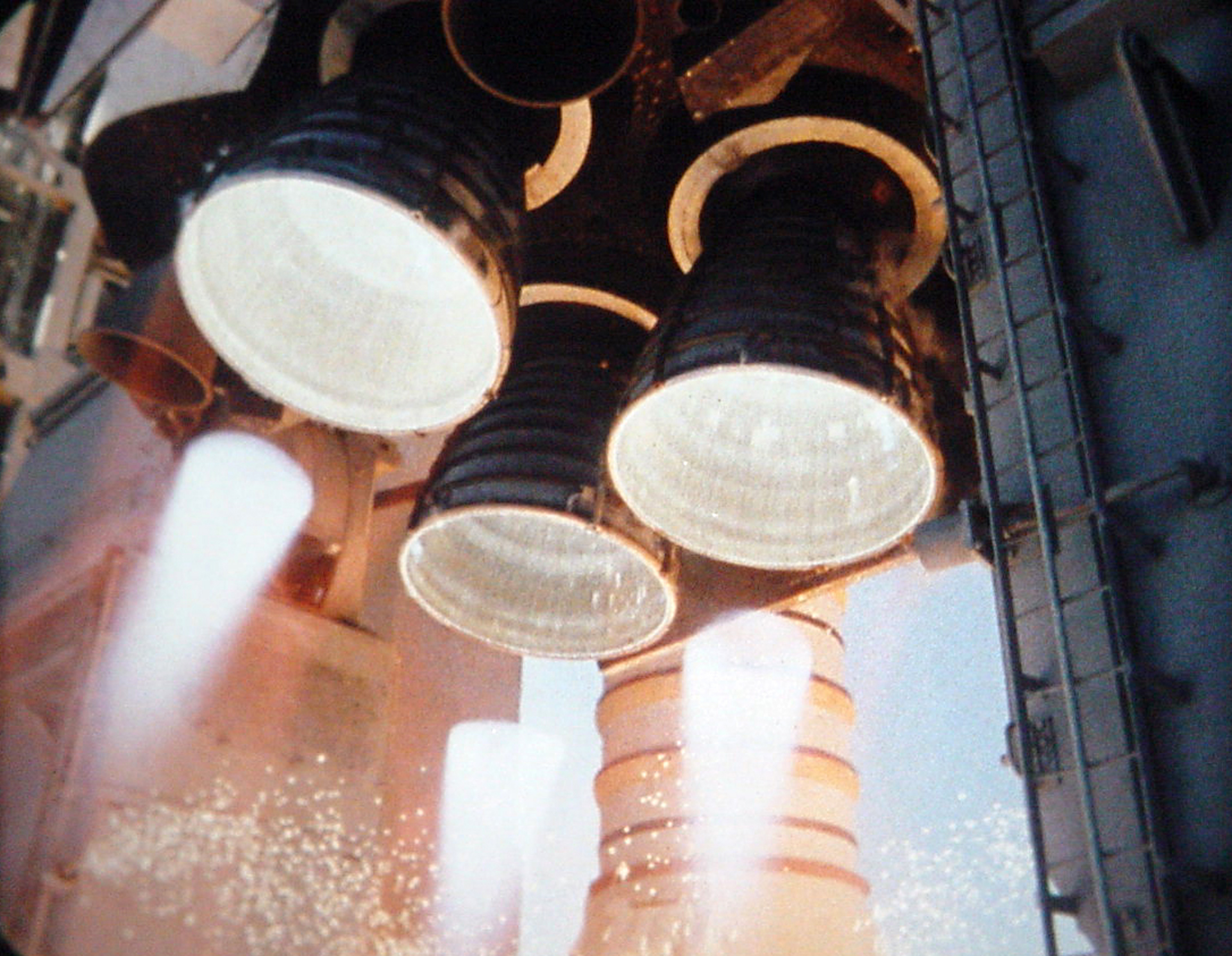
Головні двигуни Атлантіса під час запуску

Три головні двигуни космічного човника (SSMEs) були встановлені на задній частині фюзеляжу орбітального корабля у вигляді рівностороннього трикутника. Ці три двигуни на рідкому паливі можна було повертати на 10,5 градусів по вертикалі та на 8,5 градусів по горизонталі під час підйому орбітального апарата з ракетою, щоб змінити напрямок їхньої тяги. Таким чином, вони керували всім космічним човником, а також забезпечували ракетну тягу до орбіти. У кормовій частині фюзеляжу також розташовувалися три допоміжні силові установки (ДСУ). ВСУ хімічно перетворювали гідразинове паливо з рідкого стану в газоподібний, приводячи в дію гідравлічний насос, який забезпечував тиск для всієї гідравлічної системи, включаючи гідравлічну підсистему, яка направляла три основні рідинні ракетні двигуни, під комп'ютеризованим керуванням польотом. Створений гідравлічний тиск також використовувався для керування всіма поверхнями управління польотом орбітального апарата (елевонами, кермом, гальмом швидкості тощо), для розгортання шасі орбітального апарата та для втягування з'єднувальних дверей пуповини, розташованих біля задньої частини. шасі, що забезпечувало ССМЕ орбітального корабля рідким воднем і киснем із зовнішнього бака.

### Тепловий захист

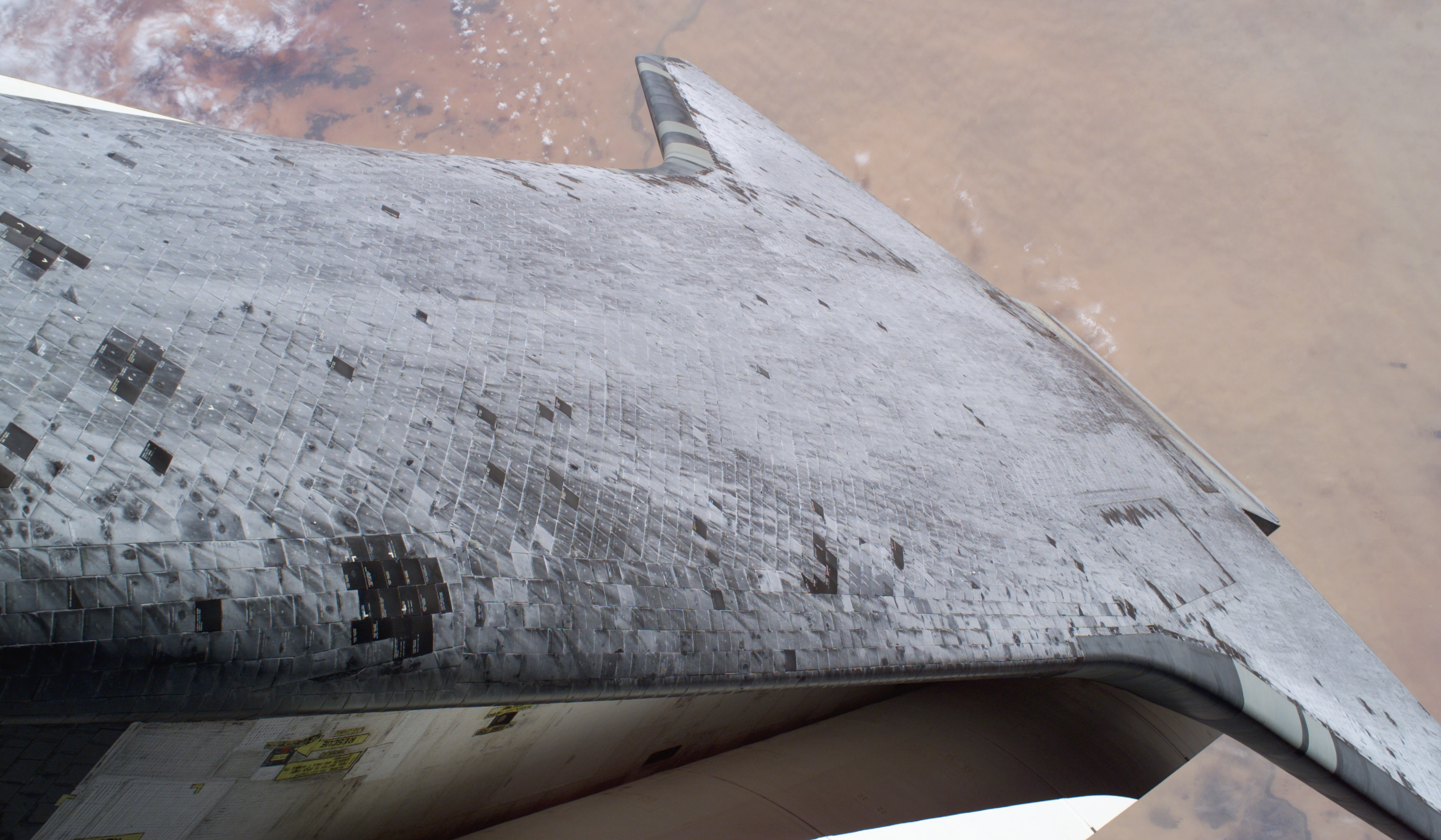
Система теплового захисту Discovery

Орбітальні апарати були захищені матеріалами системи теплового захисту (TPS) (розробленими Rockwell Space Systems) всередині та зовні, від зовнішньої поверхні орбітального апарата до відсіку корисного вантажу. TPS захищав його від холоду −121 °C (−186 °F) у космосі до 1 649 °C (3 000 °F) теплота повторного входу. Нижні, чорні черепичні матеріали складалися здебільшого з повітря, що утримувалося в майже чистих кремнеземних волокнах, що робило його ефективним у вогнетривкій ізоляції, яка поглинала та перенаправляла тепло назад у повітря, і була покрита боридами кремнію та боросилікатним склом. Верхні білі матеріали були виготовлені з бета-тканини, сплетених кремнеземних волокон, покритих тефлоном.

### Шасі

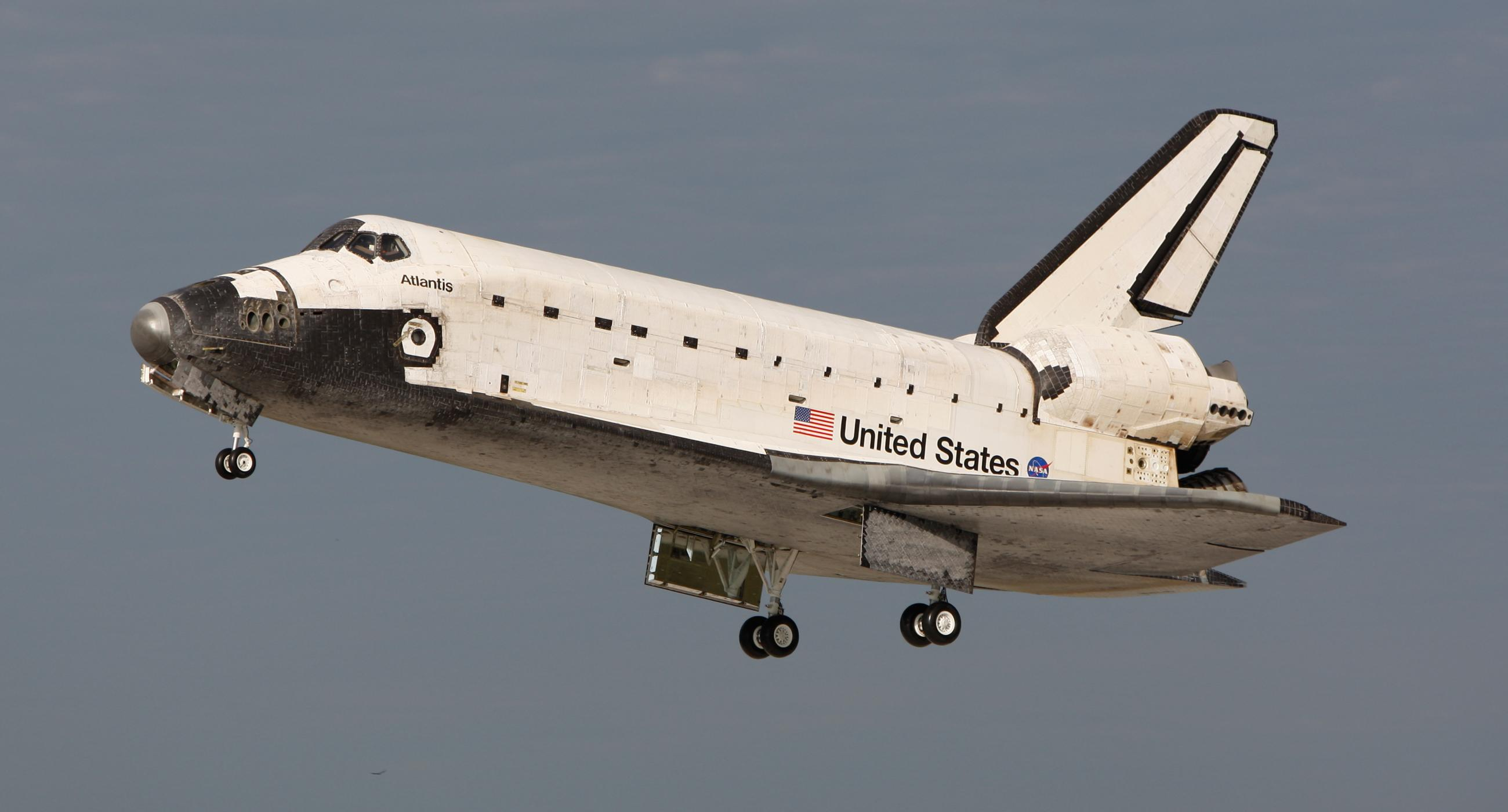
Шасі Атлантіса розгортаються після повернення міссії STS-122.

Орбітальний корабель «Спейс Шаттл» мав три набори шасі, які виходили вниз через двері в тепловому екрані. З міркувань економії ваги шасі не можна було втягнути після розгортання. Оскільки будь-яке передчасний випуск шасі був би дуже ймовірно катастрофічним (оскільки воно відкривалося через шари теплозахисного екрана), шасі можна було опустити лише за допомогою ручного керування, а не будь-якої автоматичної системи.

### Маркування та знаки розрізнення

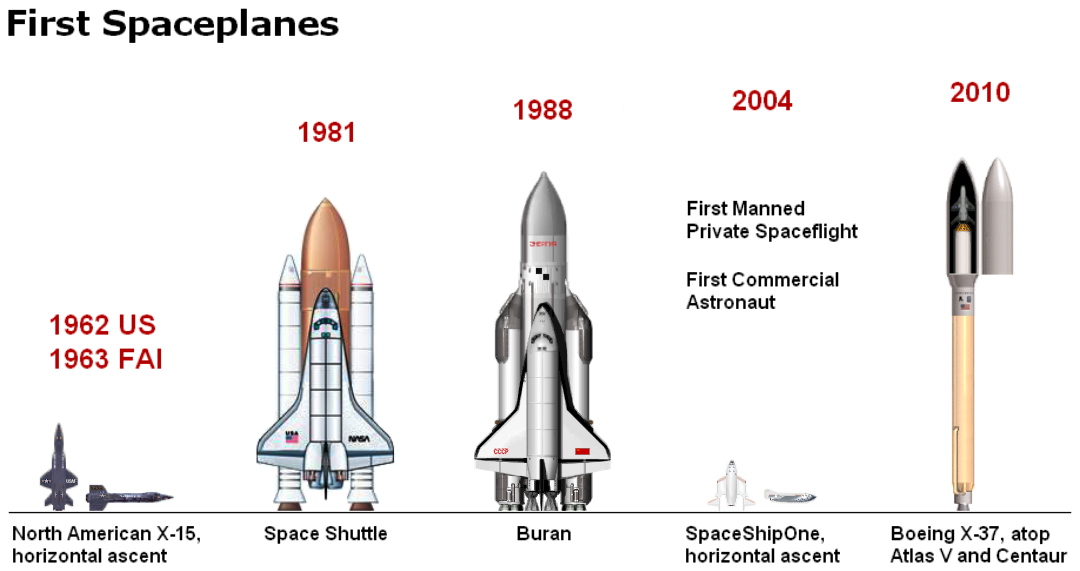
Орбітальний корабель «Спейс Шаттл» посідає друге місце серед перших у світі космічних літаків, йому передує лише північноамериканський X-15, а за ним йдуть «Буран», "SpaceShipOne " і «Boeing X-37».

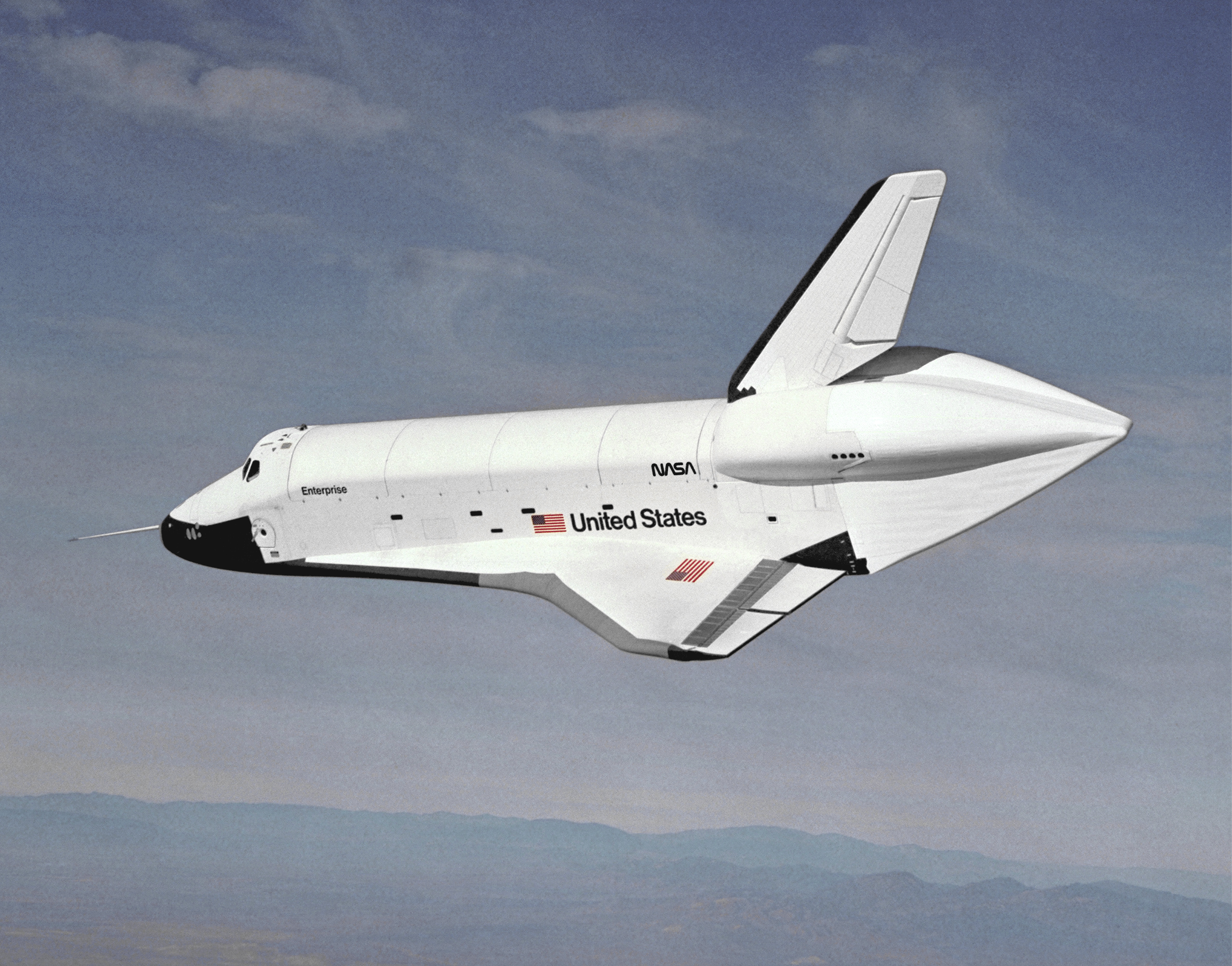
Підприємство, що демонструє маркування орбітального апарата.

На орбітальному кораблі «Спейс Шаттл» використовувався шрифт Helvetica.
Прототип орбітального корабля «Ентерпрайз» спочатку мав прапор Сполучених Штатів на верхній поверхні лівого крила та літери «USA» чорного кольору на правому крилі. Назва «Enterprise» чорним кольором була намальована на дверях відсіку корисного вантажу трохи вище передньої петлі та позаду модуля екіпажу; на кормовій частині дверей відсіку корисного вантажу містився логотип NASA «черв'як» сірого кольору. Під задньою частиною дверей відсіку корисного вантажу збоку фюзеляжу трохи вище крила був текст «Сполучені Штати» чорного кольору з прапором Сполучених Штатів попереду.

## Флот

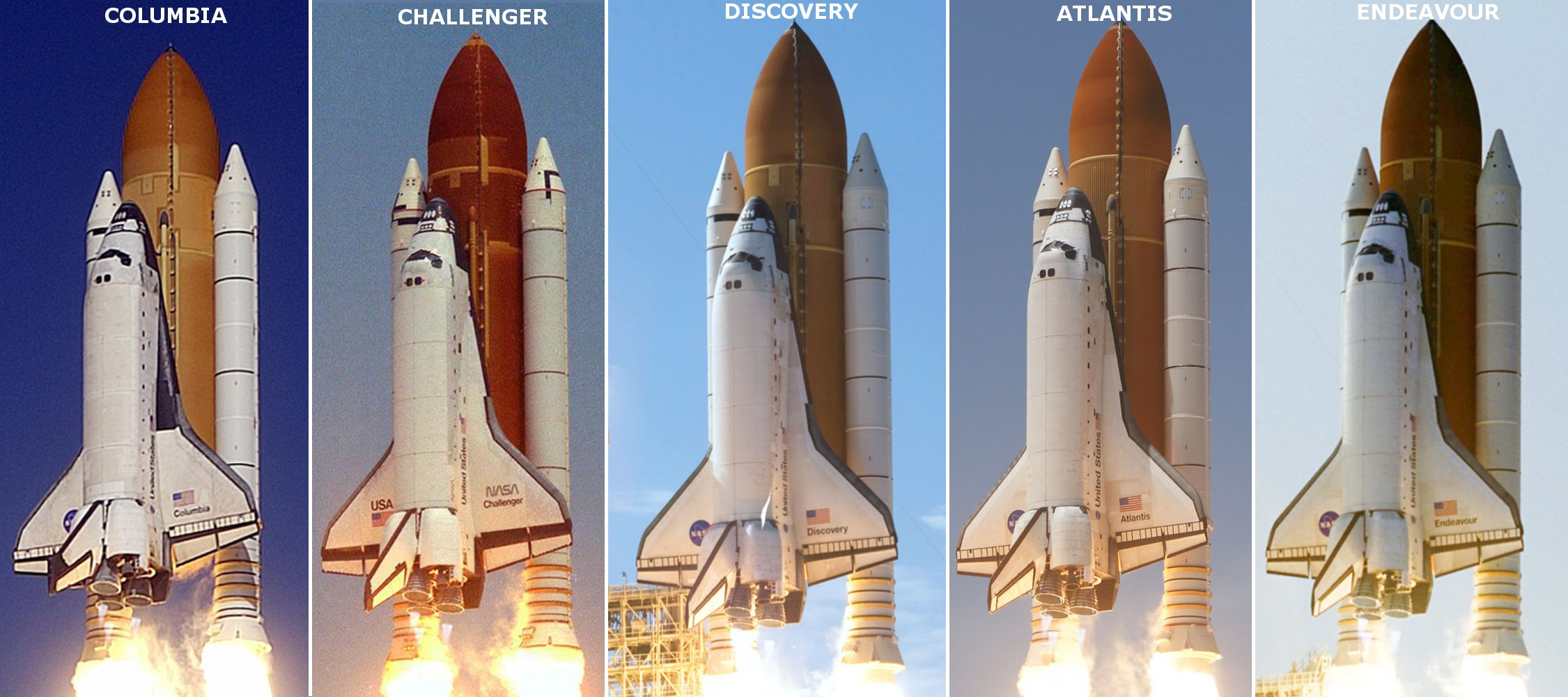
Профілі запуску шаттла. Зліва направо: Колумбія, Челленджер, Діскавері, Атлантіс та Індевор.

Окремі орбітальні апарати Space Shuttle були названі на честь старовинних вітрильних кораблів військово-морських сил світу (хоча випробувальний орбітальний корабель «Ентерпрайз», який спочатку мав назву «Конституція», змінив назву на честь зорельота Star Trek, названого на честь серії американських кораблів). Кораблі ВМС), і вони також були пронумеровані за допомогою системи позначення орбітальних апаратів NASA. Три назви також були надані космічним кораблям «Аполлон» між 1969 і 1972 роками: «Аполлон-11» — командний модуль «Колумбія», «Аполлон-15», командний модуль «Індевор» і «Аполлон-17», місячний модуль «Челленджер».

### Позначення орбітального корабля
Кожне позначення NASA Спейс Шаттл складалося з префікса та суфікса, розділених тире. Префікс для оперативних шаттлів — OV, для Orbiter Vehicle . Суфікс складається з двох частин: серії та номера автомобіля; «0» використовувався для орбітальних апаратів, які не готові до польоту, а «1» використовувався для орбітальних апаратів, готових до польоту. Номер автомобіля присвоюється послідовно всередині серії, починаючи з 1. Таким чином, ніколи не може бути OV-100, оскільки він читатиметься як «Orbiter Vehicle Series 1 Vehicle 0». У багатьох пропозиціях щодо створення другого покоління орбітальних апаратів, зовні сумісних із поточною системою, але внутрішньо нових, вони називаються «OV-200» або «OV-2xx», щоб відрізнити їх від «першого покоління», OV- 100-ті. Ця термінологія є неофіційною, і малоймовірно, що будь-який транспортний засіб, побудований на базі Shuttle, отримає таке позначення. Спочатку «Челленджер» передбачалося використовувати як структурний випробувальний матеріал (STA), а не як літальний орбітальний апарат; як така, нумерація була змінена під час її перебудови. З іншого боку, «Ентерпрайз» планувалося перебудувати в літальний орбітальний апарат; виявилося, що відновити STA-099 дешевше, ніж OV-101, тому він так і не пішов. Позначення не були змінені, незважаючи на ці зміни в планах. Позначення «OV-106» було дано набору структурних компонентів, виготовлених для заміни тих, що використовувалися в будівництві Endeavour ; однак незабаром після цього контракт на них було скасовано, і вони так і не були завершені. Позначення «096» і «097» були надані статтям для структурних випробувань, які були скасовані, але хоча вони існують у деяких записах NASA, Офіс історії NASA не має офіційних записів про STA-096 і STA-097.
| Орбітальні апарати | Орбітальні апарати | Тестові статті | Тестові статті                                                    |
| Позначення         | транспортний засіб | Позначення     | транспортний засіб                                                |
| ------------------ | ------------------ | -------------- | ----------------------------------------------------------------- |
| OV-099             | Челленджер         | OV-095         | Макет лабораторії авіоніки Shuttle Integration Laboratory (SAIL). |
| OV-101             | Ентерпрайз         | СТА-096        | ECLSS Structural Test Стаття                                      |
| OV-102             | Колумбія           | СТА-097        | Стаття про віброакустичні структурні випробування                 |
| OV-103             | Діскавері          | OV-098         | Слідознавець                                                      |
| OV-104             | Атлантіс           | MPTA-098       | Основна стаття випробування силової установки                     |
| OV-105             | Ендевор            |                |                                                                   |
| 1. 2.              |                    |                |                                                                   |

### Оперативні орбітери
| Оперативні орбітальні апарати | Оперативні орбітальні апарати | Оперативні орбітальні апарати | Оперативні орбітальні апарати                | Оперативні орбітальні апарати | Оперативні орбітальні апарати                  | Оперативні орбітальні апарати | Оперативні орбітальні апарати |
| Ім'я                          | Зображення                    | OVD                           | Перший політ                                 | Кількість рейсів              | Останній рейс                                  | Статус                        | посилання                     |
| ----------------------------- | ----------------------------- | ----------------------------- | -------------------------------------------- | ----------------------------- | ---------------------------------------------- | ----------------------------- | ----------------------------- |
| Атлантіс                      |                               | ОВ-104                        | STS-51-J 3–7 жовтня 1985 р                   | 33                            | STS-135 8–21 липня 2011 р                      |                               | [ 14 ]                        |
| Челленджер                    |                               | ОВ-099                        | СТС-6 4–9 квітня 1983 р                      | 10                            | СТС-51-Л 28 січня 1986 року                    |                               | [ 15 ]                        |
| Колумбія                      |                               | ОВ-102                        | СТС-1 12–14 квітня 1981 р                    | 28                            | STS-107 16 січня — 1 лютого 2003 року          |                               | [ 16 ]                        |
| Діскавері                     |                               | ОВ-103                        | СТС-41-Д 30 серпня 1984 року                 | 39                            | STS-133 24 лютого 2011 року                    |                               | [ 17 ]                        |
| Ендевор                       |                               | ОВ-105                        | СТС-49 7 травня 1992 року                    | 25                            | STS-134 16 травня 2011 року                    |                               | [ 18 ]                        |
| Ентерпрайз                    |                               | ОВ-101                        | Випробувальний політ № 1 12 серпня 1977 року | 5 (суборбітальний)            | Безкоштовний політ ALT № 5 26 жовтня 1977 року |                               | [ 19 ]                        |